# Хемпель, Анушка
Анушка Хемпель, леди Вайнберг, урождённая Анна Гейслер (англ. Anouska Hempel; род. 13 декабря 1941, Веллингтон), — английская актриса

, отельер и дизайнер интерьеров.

## Биография
Родилась в 1941 году, урождённая Анна Гейслер, мать — русская, отец — швейцарский немец, эмигранты в Австралию, родилась по пути туда в Веллингтоне, Новая Зеландия. Семья жила в Кронулле, к югу от Сиднея, где её отец владел автомастерской.
В 1962 году переехала в Англию, где стала моделью, а затем актрисой. Дебют в кино состоялся в 1963 году фильме ужасов «Поцелуй вампира». В 1969 году она появилась в эпизоде в фильме «бондианы» «На секретной службе Её Величества». В начале 1970-х снялась в нескольких фильмах и телесериалах, наиболее заметный из которых — фильм ужасов 1970 года «Шрамы Дракулы».
В 1973 году снялась в главной роли в английской секс-комедии «Тиффани Джонс», в том же году исполнила главную роль в скандальном американском фильме «Чёрная змея» (стал широкодоступен только в 2005 году). В 1977 году исполнила главную роль в криминальном триллере «Двойная экспозиция». Последняя её роль — в фильме «Леди Оскар» 1979 года.
В 1980 году вышла замуж за финансиста сэра Марка Вайнберга став леди Вайнберг, войдя в круг аристократии Лондона. Перестала сниматься в кино став отельером и дизайнером интерьеров. Так, например, основала в Лондоне отель «Blakes Hotel» — один из первых в мире бутик-отелей. Её компания «Anouska Hempel Design» занимается проектированием, дизайном и реконструкцией отелей, ресторанов и магазинов, а также выполняет частные заказы на дома и ландшафты. Кроме того занимается дизайном одежды и яхт, в том числе собственной яхты «Белуга» — отреставрированного турецкого гулета с чёрными парусами. В 2002 году американский журнал «Architectural Digest» включил её в число 100 лучших дизайнеров интерьеров и архитекторов мира.

## Фильмография
Некоторые фильмы:
- 1963 — Поцелуй вампира — эпизод
- 1969 — На секретной службе Её Величества — эпизод
- 1970 — Шрамы Дракулы — Таня
- 1971 — Тиффани Джонс — Тиффани Джонс — главная роль
- 1973 — Чёрная змея — леди Сюзан — главная роль
- 1978 — Двойная экспозиция — Симона — главная роль
- 1979 — Леди Оскар — Жанна Валуа де ла Ламотт

По ряду сведений, после завершения кинокарьеры став респектабельной леди выкупила права на ряд фильмов со своим участием или препятствовала их распространению — фильмы где имеются кадры её обнажения являются труднодоступными («Тиффани Джонс», «Двойная экспозиция»), фильм «Чёрная змея» снятый 1973 года вышел в широкую продажу только в 2005 году и создал скандал из-за участия нынешней аристократки в мягком порно, по её словам режиссёр без её разрешения вставил обнажённые сцены с использованием дублёрши.

Всё это могло бы быть не более чем слегка смущающей юношеской неосторожностью, если бы Леди Вайнберг не имела такой репутации из-за манеры держаться и играть роль гранд-дамы— The Mail on Sunday